# 육분의자리
육분의자리(Sextans [ˈsɛkstənz])는 하늘의 적도 부근의 작은 별자리로, 사자자리와 바다뱀자리 사이에 찾아볼 수 있다.

## 별과 천체
육분의자리는 특별히 밝은 별은 없으며, 5등급 이상의 별만 포함하고 있다.
- 육분의자리 α (α Sextantis): 4.49 등급의 별이다.
- 이중성: 육분의자리 γ, 35, 40
- 변광성: 육분의자리 β, 25, 23, LHS 292

은하는 총 3개가 발견되었다. 은하들은 다음과 같다.
- 베이비 붐(Baby Boom) 은하
- 육분의자리 왜소은하
- HD1 은하(2022년 4월에 발견된 최원거리 은하로 적색편이 값은 z = 13.27이다. 광행거리는 약 134.7억 광년, 고유거리는 약 334억 광년이다.)

## 신화와 역사
육분의자리는 17세기에 요하네스 헤벨리우스에 의해 도입되었다.
근대의 별자리이므로 관련된 신화는 없다. 이 별자리는 천문학에서 사용하는 육분의를 나타낸다.

## 같이 보기
- 팔분의자리
- BD-08°2823 b